# Александър Паунов
Александър Димитров Паунов е български икономист и политик от Комунистическата партия на България. Първи секретар на ЦК на Комунистическата партия на България. Народен представител от парламентарната група на Коалиция за България в XXXIX, XL, XLII и XLIV Народно събрание. Зам.-председател на ПГ на КБ в XL НС.

## Биография
Александър Паунов е роден на 19 юни 1949 г. в град Пазарджик.
На парламентарните избори през 2013 г. е избран за народен представител в XLII НС от листата на Коалиция за България за 26-и МИР София.'
През юли 2020 г. той напусна парламентарната си група.
Владее английски, немски, руски и чешки език.